# Crowningshieldita
La crowningshieldita és un mineral de la classe dels sulfurs. Rep el nom en honor de George Robert Crowningshield (16 de juny de 1919, Colorado Springs, Colorado, EUA - 8 de novembre de 2006, Hightstown, Nova Jersey, EUA), investigador del Gemological Institute of America (GIA). Entre altres èxits, va descobrir una característica espectroscòpica per a la detecció de diamants irradiats grocs i va ajudar a desenvolupar el sistema de classificació de diamants de l'Institut als anys cinquanta.

## Característiques
La crowningshieldita és un sulfur de fórmula química (Ni0.9Fe0.10)S. Es tracta d'una espècie aprovada per l'Associació Mineralògica Internacional, i publicada per primera vegada el 2021. Cristal·litza en el sistema hexagonal. Sembla ser una espècie polimorfa de la mil·lerita.
Les mostres que van servir per a determinar l'espècie, el que es coneix com a material tipus, es troben conservats al Museu de Mineralogia del Departament de Geosciències de la Universitat de Pàdua, a Itàlia, amb el número de catàleg: mm 20501, i al museu de l'Institut Gemmològic d'Amèrica, a Carlsbad, Califòrnia.

## Formació i jaciments
Va ser descoberta a la mina Letseng-La-Terae, al mont Maluti (districte de Mokhotlong, Lesotho), on es troba associada a hematites i grafit, com a inclusions en diamants. Es tracta de l'únic indret de tot el planeta on ha estat descrita aquesta espècie mineral.